# Max Manfred Queißer

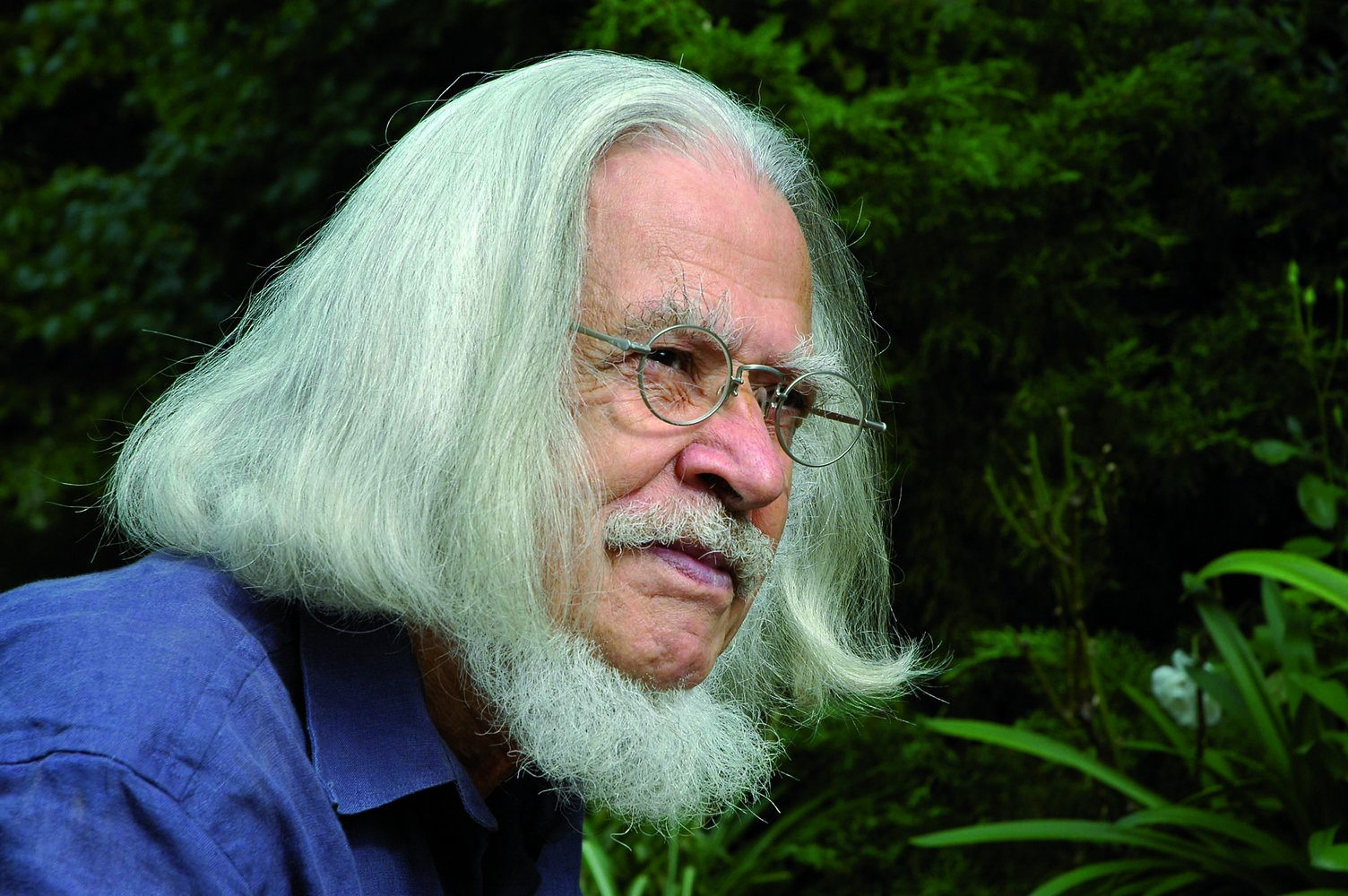
Max Manfred Queißer (2005)

Max Manfred Queißer (* 15. Februar 1927 in Freital; † 4. Mai 2016 in Radebeul) war ein deutscher Kultursoziologe und Maler.

## Leben
Max Manfred Queißer war der Sohn von Max Queißer und seiner Frau Johanna Springsklee. Als Jugendlicher erlernte er das Geigenspiel. Vor Abschluss einer Lehre zum Maschinenschlosser wurde er 1944 zum Militärdienst einberufen und geriet von 1945 bis 1948 in sowjetische Kriegsgefangenschaft im Donezbecken. Anschließend kehrte er in seinen Beruf zurück und beendete die Ausbildung.
Nach einem Studium der Soziologie erwarb Queißer 1964 an der Universität Leipzig das Diplom. 1968 promovierte er an der Fakultät für Berufspädagogik und Kulturwissenschaften der Technischen Universität Dresden über das Weiterbildungsverhalten der Intelligenz, und 1978 habilitierte er sich an der Fakultät für Gesellschaftswissenschaften derselben Hochschule mit einer Untersuchung zur Arbeitskultur und Arbeitsorganisation. Von 1968 bis 1989 war Manfred Queißer als Kultursoziologe wissenschaftlich tätig, ab 1973 gehörte er zum redaktionellen Beirat der Fachzeitschrift FORM + ZWECK, wo er auch wiederholt veröffentlichte. In der DDR mussten bei Verwaltungs-, Kultur- und Sozialbauten 1 bis 2 % der Bausumme für die künstlerische Ausgestaltung des Objekts verwendet werden; Queißer unterstützte und fundierte diese Bemühungen um Schönheit von Architektur und umgebender Natur durch seine wissenschaftliche und berufliche Tätigkeit; dazu unterhielt er Kontakte zur Produktionsgenossenschaft Bildende Künstler „Kunst am Bau“ und zu den Künstlern Friedrich Kracht und Karl-Heinz Adler.
Max Manfred Queißer war seit 1975 mit der Innenarchitektin Gerlinde Frönicke verheiratet, mit der er künstlerische Gestaltungskonzepte entwickelte. Das Ehepaar lebte ab 1976 in Radebeul in der denkmalgeschützten Villa Meißner Straße 247, 1980 wurde ein Sohn geboren. Aus seiner ersten Ehe hatte Max Manfred Queißer drei Kinder, die zwischen 1951 und 1961 geboren wurden.

## Künstlerische Tätigkeit
1956 gehörte Manfred Queißer zu den Initiatoren der ersten Nachkriegsausstellung mit grafischen Blättern von Käthe Kollwitz. Mit seiner eigenen malerischen Tätigkeit begann er 1958, und er pflegte seitdem vielfache freundschaftliche Kontakte, unter anderem mit den Dresdner Künstlern Josef Hegenbarth, Lea und Hans Grundig. Ab 1985 war er Mitglied im Verband Bildender Künstler der DDR und nach dessen Auflösung und Regionalisierung ab 1990 im Sächsischen Künstlerbund/Landesverband Bildende Kunst e. V. Von 1990 bis 2001 gehörte er dem Landesrat des Landesverbandes an; dies schloss eine Jurorentätigkeit im Rahmen künstlerischer Wettbewerbe ein.
Ab 1993 intensivierte Max Manfred Queißer seine eigene Tätigkeit als Maler und richtete sich dafür in seinem Wohnhaus in Radebeul ein Atelier ein. Auch widmete er sich wieder verstärkt dem Geigenspiel. Zwischen 1996 und 2014 hielt er sich zu Studienaufenthalten an der türkischen Westküste, in Italien, Dalmatien, Kappadokien, Istrien, Prag, Venedig und Paris auf, 2004 nahm er am Internationalen Künstlertreffen der Euroregion Neiße teil. Max Manfred Queißer arbeitete – abgesehen von einigen gegenständlichen „Antikriegsbildern“ – häufig abstrakt, wenig oder gar nicht gegenständlich. Er drückte aus, was er in sich sah, Träume und Visionen – „gewissermaßen seine Seelenlandschaften“, so Wendelin Szalai, die bestimmt waren von Liebe zu Frieden, Harmonie, Schönheit und Freude. Er gestaltete seine Ölbilder, Aquarelle und Zeichnungen aus vielfältigen Farben, Linien und Formen unterschiedlicher Intensität und gab seinen inneren Empfindungen äußeren Ausdruck. Häufig und intensiv wurde sein Schaffen von den Empfindungen inspiriert, die er beim Hören von Musik erlebte.

## Ausstellungen
- 1998/1999: Barockgarten Großsedlitz

- 2001/2002: Evangelische Akademie Sachsen-Anhalt in Wittenberg
- 2007: „Bildwelten – Klangwelten – Gegenwelten“. Malerei und Arbeiten auf Papier. Galerie in der Landesdirektion Sachsen, Dresden[5]

- 2013: IMPULSE – Malerei im Dialog mit der Zeit. IFW Dresden[6]
- 2017: Seelenlandschaften des Maler-Poeten Max Manfred Queißer (1927 – 2016). BLICKPUNKT – Kunst in der Forststraße, Praxisklinik Herz und Gefäße, Dresden.[7]
- 2017: „Kontrapunkt“ Werke von Max Manfred Queißer. Gut Gödelitz, Döbeln.[8]
- 2018: PROJEKTION & IMAGINATION DES LEBENS, Galerie an der Ruhr, Mülheim (Ruhr)
- 2022: Polyphonie – Schau zum 95. Geburtstag des Künstlers, Stadtgalerie, Radebeul

## Veröffentlichungen
- Qualifizierung – Disponsibilität – soziale Mobilität und das Weiterbildungsverhalten der Intelligenz in der wissenschaftlich-technischen Revolution. Ein Beitrag zu einer Soziologie der Weiterbildung. (Dissertation, Dresden 1968).
- Umwelt für den Alltag. In: Form + Zweck 1971, Heft 1, S. 3–6.
- Persönlichkeiten gefragt. In: Form + Zweck 1973, Heft 3, S. 43–45.
- Fließbandarbeit. In: Form + Zweck 1974, Heft 3, S. 38–40.
- Arbeit an Automaten. In: Form + Zweck 1975, Heft 4, S. 37–40.
- Die Rolle des Arbeitsinhaltes bei der Gestaltung sozialistischer Arbeitskultur im Industriebetrieb. Ein Beitrag zur Intensivierung der Volkswirtschaft durch die wissenschaftliche Arbeitsorganisation. (Habilitation, Dresden 1978).
- Grundlagen, Tendenzen und Probleme der sozialistischen Kulturentwicklung im Arbeitsprozeß. Institut für Weiterbildung des Ministeriums für Kultur, Berlin 1979.
- Ästhetische Wertorientierungen und Charakter der Arbeit. In: Kolloquium zu Fragen der Theorie und Methodik der Industriellen Formgestaltung 3 (1979), S. 55–72 (Digitalisat).
- Kunst durch Sensibilität – sensibel durch Kunst. In: Form + Zweck 1981, Heft 2, S. 24–27.
- Tätigkeit und Designbewußtsein im Blickfeld integrativer Tendenzen der Produktionsprozesse In: Designtheoretisches Kolloquium 8 (1984), S. 59–81.
- Zum Wandel im Charakter der Arbeit. In: Form + Zweck 1985, Heft 1, S. 3–6.
- (mit Gerlinde Queißer) Routine und Inspiration [Poliklinik Dresden-Prohlis]. In: Form + Zweck 1989, Heft 4, S. 32–37.
- Meißen: Erfordernisse einer Stadtsanierung. Ein Exkurs. In: Manfred Kaiser (Hrsg.): Regionale Arbeitsmärkte und Arbeitsmarktpolitik in den neuen Bundesländern. Institut für Arbeitsmarkt- und Berufsforschung der Bundesanstalt für Arbeit, Nürnberg 1993, S. 201–204.